# Otwock Śródborów
Otwock Śródborów, do 2022 Śródborów – przystanek kolejowy w Otwocku, w województwie mazowieckim, w Polsce. 

## Opis
Przystanek jest granicą II strefy biletowej ZTM Warszawa. W 2017 roku obsługiwał 300–499 pasażerów na dobę. 
W 2022 roku na wniosek samorządu Otwocka zmieniono nazwę stacji ze Śródborów na Otwock Śródborów.

## Ruch pasażerski[5]
| Rok  | Wymiana pasażerska na dobę |
| ---- | -------------------------- |
| 2017 | 300-499                    |
| 2018 | 300-499                    |
| 2019 | 500-699                    |
| 2020 | 300-499                    |
| 2021 | 700-999                    |
| 2022 | 1000-1500                  |
| 2023 | 1000-1500                  |

| Przewoźnik | Linia | Trasa |
| ---------- | ----- | --- |
| KM         | R7    | Warszawa Zachodnia — Warszawa Śródmieście — Warszawa Wschodnia — Warszawa Międzylesie — Warszawa Falenica — Otwock — Otwock Śródborów — Celestynów — Pilawa — Dęblin |